# روبر کازالا
روبر کازالا (فرانسوی: Robert Cazala‎؛ زادهٔ ۷ ژانویهٔ ۱۹۳۴) دوچرخه‌سوار اهل فرانسه است.